# 追憶似水年華 (電影)
《追憶似水年華》（法語：Le Temps retrouvé）是一部由拉烏·盧伊茲導演的1999年法國劇情片，改編自馬塞爾·普魯斯特的同名意識流小說的最後一卷《重現的時光》。故事由一名匿名敍事者帶出，映射了馬塞爾在病榻上回想自己過往的生活。
此書最後一卷可以用來綜觀全書，這就是為何選擇這一卷改拍電影。比如電影中出現了小說第一卷《在斯萬家那邊》，一般稱為「着粉衣的女士」的閃回情節。
此片入圍第52屆坎城影展。

## 演員
- 凱撒琳·丹尼芙 飾 Odette de Crécy
- 艾曼紐·琵雅 飾 Gilberte
- 文森·培瑞茲 飾 Morel
- 約翰·馬克維奇 飾 Le Baron de Charlus
- 帕斯卡·葛雷果利（英语：Pascal Greggory） 飾 Saint-Loup
- 馬塞洛·馬薩瑞拉（英语：Marcello Mazzarella） 飾 普魯斯特
- 瑪麗-法蘭絲·皮瑟（英语：Marie-France Pisier） 飾 Madame Verdurin

## 外部連結
- 互联网电影数据库（IMDb）上《追憶似水年華》的资料（英文）
- 爛番茄上《追憶似水年華》的資料（英文）
- Time Regained （页面存档备份，存于） at Roger Ebert （英文）
- "Time Regained" （页面存档备份，存于） at Vudu（英语：Vudu） （英文）
- 開眼電影網上《追憶似水年華 （页面存档备份，存于）》的資料 （繁體中文）